# الشهر (مجلة)
مجلة مصرية أدبية فنية نقدية، صدرت في الفترة من 1958 - 1962م. من أبرز كتابها عباس محمود العقاد وعائشة عبد الرحمن.